# Публий Корнелий Анулин (консул 216 г.)
Вижте пояснителната страница за други личности с името Публий Корнелий Анулин.
Публий Корнелий Анулин (на латински: Publius Cornelius Anullinus) e политик и сенатор на Римската империя през началото на 3 век.

## Биография
Фамилията му произлиза от Illiberis (Гранада) в Бетика. Син е на Публий Корнелий Анулин (суфектконсул 175 г. и консул 199 г.), който е много добър приятел и привърженик на император Септимий Север.
През 216 г. той е редовен консул заедно с Публий Катий Сабин. Той е в жреческата колегия салии и е авгур.